# Картвелі Олександр Михайлович
Олександр Михайлович Картвелі (Картвелішвілі; груз. ალექსანდრე მიხეილის ძე ქართველიშვილი; 9 вересня 1896, м. Тифліс, Тифліська губернія, Російська імперія — 20 липня 1974, м. Нью-Йорк, США) — американський авіаконструктор грузинського походження, грузинський емігрант першої хвилі. Головний конструктор фірми Republic. Автор літаків P-47 Thunderbolt, F-84 Thunderjet, F-84F Thunderstreak, F-105 Thunderchief та А-10 Thunderbolt II.

## Життєпис

### Походження та навчання
Олександр Картвелі народився 1896 року в Тифлісі, в сім'ї мирового судді. Навчався в Петроградському технологічному інституті, закінчив за прискореною програмою курс військового училища і служив у роки першої світової війни в артилерії. На фронті Картвелі вперше бачить аероплани та починає цікавитися авіацією.

### Еміграція та життя у Франції
В 1919 році уряд Грузії відправляє групу молодих офіцерів до Франції для навчання авіаційній справі у Вищій авіаційній школі (L'Ecole Superieure Aeronautique). Після встановлення в Грузії радянської влади Олександр Михайлович вирішує залишитися у Франції і отримав додаткову спеціальність електротехніка у Вищій школі електррики (L'Ecole Superieuve d'Electricite). В еміграції Картвелі надавав послуги репетитора, працював гімнастом на трапеції, і зрештою він влаштувався льотчиком-випробувачем у фірму Blériot (Блеріо). Незабаром його літак під час випробувального польоту зазнав аварії, Олександр Картвелі отримав травми шиї та хребта, які зробили неможливою його подальшу льотну кар'єру.
Олександр Картвелі, маючи інженерну освіту, влаштувався конструктором на фірмі «Societe Industrielle». До 1927 року він працював інженером компаній Louis Blériot та Ferbois SIMB, перейменованою в 1927 році на Bernard SIMB. Один із спроєктованих ним літаків, Bernard SIMB V-2 , 11 листопада 1924 року поставив рекорд швидкості в 448 км/год, що протримався вісім наступних років.
Першою самостійною конструкторською роботою Картвелі став проєкт великого пасажирського літака для трансатлантичних перельотів. Передбачалося, що машина матиме 7 двигунів та важитиме близько 50 тонн. Цей проєкт зацікавив американського авіаційного мецената Чарльза Левіна, який став першим пасажиром перельоту з Америки до Європи. Познайомившись із Картвелі в Парижі, Левін захопився його ідеєю пасажирського лайнера і запропонував конструктору переїхати до США і там продовжити роботу за його гроші.

### Переїзд до США
Наприкінці 1927 року Олександр Картвелі та двоє його французьких колег-конструкторів прибули до США на запрошення Левіна. Проєкт великого трансатлантичного літака реалізувати не вдалося, і конструктор, припинивши співпрацю з Левіним, перейшов до фірми Fokker American Company рядовим інженером, де працював до 1931 року.
У 1931 році Олександр Картвелі зустрів у США свого земляка, також уродженця Тифліса, Олександра Сіверського, який створював власну фірму Seversky Aircraft і запропонував Картвелі посаду головного конструктора.
Сіверський та Картвелі працювали разом до 1939 року, коли за рішенням ради директорів компанії Сіверського змістили з посади президента фірми, яка отримала назву Republic. Олександр Картвелі був обраний її віце-президентом та керівником конструкторського бюро. На цій посаді він залишався до початку 1960-х років.
У 1950-і роки Олександр Картвелі був обраний членом Національної аеронавтичної асоціації, Міжнародної авіаційної спільноти та низки інших впливових організацій, також отримав ступінь почесного доктора наук.
У 1962 році 66-річний Картвелі залишив фірму Republic та перейшов на відпочинок, проте незабаром повернувся до роботи, вже як консультант. У 1964 році Картвелі на деякий час залишив посаду через конфлікти з керівництвом, проте в 1965 році Republic була куплена компанією Fairchild Ind., і він повернувся для участі у створенні штурмовика А-10 Thunderbolt II.
Олександр Картвелі помер від серцевого нападу 20 липня 1974 року на 78-му році життя в передмісті Нью-Йорка Хантінгтоні, де він жив із дружиною Джін Роббінс.
У 2015 році його ім'я було присвоєно Батумському міжнародному аеропорту.

## Конструкторські розробки

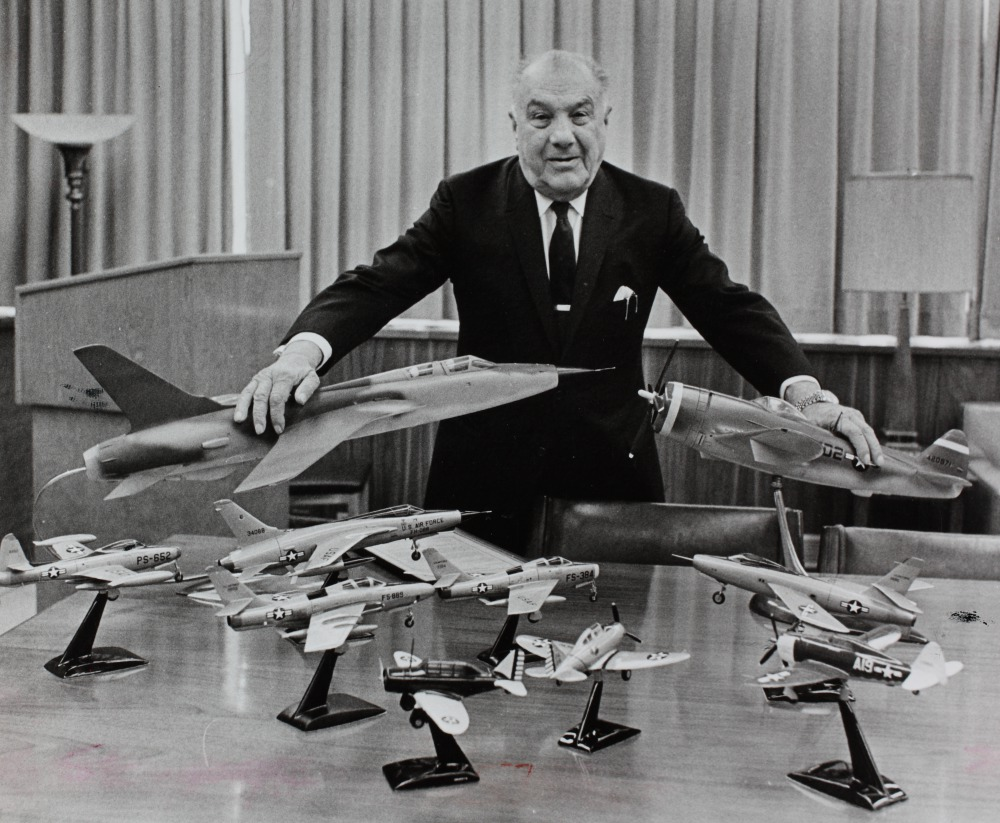
Олександр Картвелі з моделями своїх літаків (найбільші моделі — F-105 та P-47)

### Uncle Sam
Перший самостійний проєкт Олександра Картвелі був ідею трансконтинентального пасажирського літака великої місткості. «У металі» було побудовано зменшену копію (з метою економії). Її конструкція була створена на кшталт підкісного високоплана з колісним шасі. Фюзеляж — металевий монокок, крило та хвіст — полотняна обшивка на алюмінієвому силовому наборі. Розмах крила, всередині якого знаходилися паливні баки, досягав 20,7 м. Дві третини злітної ваги припадало на паливо — 6000 кг із 9000 кг загальної ваги. До екіпажу входили два пілоти та штурман. Розрахункова дальність мала скласти близько 8500 км. Літак не зміг злетіти через бажання мецената, Чарльза Левіна, поставити замість двигуна «Фарман» W12 потужністю 550 к. с., дешевший та уживаний, «Паккард» (400 к. с.). Його потужності забракло, щоб підняти важкий літак у повітря.

### ХР-44 Warrior
Експериментальний винищувач XP-44 почав створюватися фірмою Republic в 1939 році і повинен був замінити собою у ВПС США застарілий P-35. При проєктуванні Олександр Картвелі приділив велику увагу аеродинамічним якостям машини: була застосована потайна клепка. Двигун Pratt-Whitney R-2180 мав повітряне охолодженням, потужністю 1400 л. с. Літак вийшов швидким, військовим сподобався, але з початком другої світової війни його живучість була визнана недостатньою.

### P-47 Thunderbolt
Бажання ВПС отримати літак з потужним озброєнням і гарним захистом упиралися у вагу літака, і, опосередковано, потужність двигуна. Олександр Картвелі вирішив питання кардинально — поставивши найпотужніший мотор на майбутню машину, і отримавши цим надмірний запас потужності. 18-циліндровий зіркоподібний дворядний R-2800 мав потужність 2000 л. с. Такі двигуни раніше не ставилися на винищувачах. Це зробило P-47 найбільшим, найважчим, але при цьому досить швидкісним винищувачем Другої Світової війни, який з успіхом виконував також функції бомбардувальника та штурмовика.

### RC-3 Seabee
Невеликий цивільний літак, розробка якого розпочалася 1944 року, був спробою фірми Repulic зайняти сегмент легкомоторної авіації після закінчення війни. Легка чотиримісна амфібія мала стати «літаючим автомобілем». Вона мала штовхаючий пропелер та двигун потужністю 215 л. с. Усього було випущено до 1947 року, коли виробництво було припинено, 1060 літаків.

### XF-12
Проєкт далекого фоторозвідника. Літак отримав 4 двигуни по 3200 л. с. і розвивав швидкість 724 км/год, а дальність — понад 7 тисяч кілометрів. Перший політ здійснив на початку 1946 року, проте кінець війни і ера реактивної авіації, що почалася, поставили хрест на проекті. Щоб використати отримані напрацювання, XF-12 був переобладнаний на пасажирський RC-2 Rainbow для трансатлантичних перельотів Нью-Йорк — Париж. Цей проєкт також не набув розвитку.

### F-84 Thunderjet
F-84 став першим реактивним літаком для компанії Republic та Олександра Картвелі. Машина проєктувалась під турбореактивний двигун General Electric J-35. Крило стало прямолінійнішим порівняно з P-47, а фюзеляж — витягнутим. Шасі отримало носову стійку. Сопло двигуна було виведено у задню частину фюзеляжу. Пальне розмітили у крилах, а для збільшення дальності польоту звичайними став додаткові баки на законцовках крила. Машина воювала у Кореї. Було збудовано близько 4500 літаків усіх модифікацій.

### F-84F Thunderstreak
Модифікація F-84 з не прямим, а стрілоподібним крилом (кут 45 градусів) та потужнішим двигуном (J-35 змінив J-65). В результаті швидкість зросла до 1150 км/год.

### F-105 Thunderchief
F-105 став останньою роботою Олександр Картвелі, створеною повністю під його керівництвом. Роботи над проєктом розпочалися в ініціативному порядку в 1951 році, для створення наступника F-84. Турбореактивний двигун Pratt-Whitney J-75 видавав тягу понад 10 тонн, і це дозволило створити велику машину завдовжки 20 м і вагою 24 тонни. Особливістю машини був внутрішній бомбовий відсік, нетиповий для винищувачів. Thunderchief широко застосовувався під час війни у В'єтнамі.

### A-10 Thunderbolt II
Досвід війни у В'єтнамі вимагав створення добре захищеного штурмовика для безпосередньої вогневої підтримки військ на полі бою. 1970 року ВВС оголосило конкурс на проєкт такого літака, в якому взяло участь 6 компаній. У фіналі залишилися тільки Fairchild, яка на той час стала власником акцій Republic та Northrop. У 1973 році переможцем був визнаний Fairchild з проєктом А-10 — максимально захищеної і живучої машини з надпотужною гарматою калібру 30 мм і блоком стволів, що обертається. Оскільки проєкт був розроблений фахівцями колишньої Republic, керівництво Fairchild вирішило віддати їм шану, перейменувавши всю компанію Fairchild-Republic.